# Jemeppe-sur-Sambre
Jemeppe-sur-Sambre (in vallone Djimepe-so-Sambe) è un comune belga di 18 056 abitanti situato nella provincia vallona di Namur.

## Monumenti e luoghi d'interesse
- Grotte di Spy. Nel 1886 furono scoperti fossili di Homo neanderthalensis ben conservati, che contribuirono alla condivisione all'interno della comunità scientifica, dell'ipotesi che questa si trattasse di una specie umana distinta da quella moderna.[1]